# My Little Pony: A Amizade É Mágica (6.ª temporada)
A sexta temporada de My Little Pony: A Amizade É Mágica, uma série animada desenvolvida por Lauren Faust, originalmente exibido no canal Discovery Family nos Estados Unidos. A série é baseada na linha de brinquedos e animações homônimos, criada pela Hasbro, e muitas vezes é convocada por colecionadores para ser a quarta geração, ou "G4", da franquia My Little Pony. Esta temporada estreou nos Estados Unidos, no dia 26 de março de 2016 e terminou no dia 22 de outubro de 2016. Pré-estreou no Brasil no dia 24 de setembro de 2016 e estreou no dia 26 de setembro de 2016, com as duas partes de "O Cristalismo", e terminou no dia 13 de janeiro de 2017. Pré-estreou em Portugal no dia 25 de setembro de 2016 e estreou no dia 9 de novembro de 2017, com as duas partes de "A Cristalização", e terminou no dia 15 de dezembro de 2017.

## Desenvolvimento
Em 31 de março de 2015, Discovery Family anunciou via comunicado da imprensa uma sexta temporada para a série. Em 28 de janeiro de 2016, Yahoo Entertainment lançou um clipe exclusivo da sexta temporada da série, representando a filha bebê da Princesa Cadance e Shining Armor, Flurry Heart, que será introduzida na temporada como um novo personagem. Em 7 de março de 2016, um trailer da temporada estilo Game of Thrones foi lançado, sugerindo vários locais dessa temporada. Ed Valentine, escritor dos episódios da quarta temporada "Voo ao Infinito" e "Três É Demais", com o último sendo uma colaboração conjunta com o compositor Meghan McCarthy, confirmado na via Twitter, que ele escreveu dois episódios para a sexta temporada.
A sexta temporada é a primeira temporada da série sem o Jayson Thiessen, o diretor de supervisão que desistiu após a primeira metade da quinta temporada para se concentrar na próxima adaptação cinematográfica de 2017. No entanto, ele foi diretor da consultoria no segundo semestre. A produção foi então supervisionada por Jim Miller, com Josh Haber promovido como o novo editor de histórias da série, enquanto Tim Stuby atua como diretor da série ao lado de Denny Lu. A sexta temporada também é a primeira temporada da série a ser produzido executivamente pelo Asaph Fipke, cofundador de Nerd Corps Entertainment, tendo anteriormente co-executivo produzido por Thiessen e McCarthy na quarta e quinta temporada.

## Transmissão

### Televisão
Na versão original, a primeira metade da sexta temporada estreou no dia 26 de março de 2016, no canal Discovery Family. A segunda metade da temporada estreou no dia 30 de julho do mesmo ano. O primeiro e o vigésimo quinto episódio estrearam às 11:00, e todos os outros às 11:30 (UTC−5). A temporada acabou no dia 22 de outubro de 2016, com o final de duas partes.
No Brasil, esta temporada pré-estreou no sábado, no dia 24 de setembro de 2016, às 17:30, junto com filme Equestria Girls: A Lenda de Everfree, e estreou no tempo regular, no dia 27 de setembro, no canal Discovery Kids. O primeiro e o décimo sexto episódio estrearam às 11:30, nos dias úteis. O décimo sétimo e o vigésimo sexto episódio estrearam, às 16:10 (UTC-3). A temporada encerrou no dia 13 de janeiro de 2017.
Em Portugal, esta temporada pré-estreou no domingo, no dia 25 de setembro de 2016, às 14:00, e estreou no dia 9 de novembro de 2017, às 9:00 (UTC+0), nos dias úteis, no Canal Panda. A temporada encerrou no dia 15 de dezembro de 2017.

### Home media
Nos Estados Unidos, o DVD foi publicado pela Shout! Factory, lançado no dia 7 de novembro de 2017, na versão Região 1.

## Episódios
Esta temporada contém 26 episódios, com duração de 22 minutos aproximadamente.
| # | #  | Título                                                                          | Dirigido por         | Escrito por                                                                                             | Exibição original      | Exibição no Brasil     | Código | Audiência (em milhões) |
| --- | -- | ------------------------------------------------------------------------------- | -------------------- | --- | ---------------------- | ---------------------- | ------ | ---------------------- |
| 118 | 1  | "O Cristalismo (Parte 1) (BR) " "The Crystalling (Part 1)"                      | Denny Lu e Tim Stuby | Josh Haber                                                                                              | 26 de março de 2016    | 24 de setembro de 2016 | 601    | 0.38                   |
| Twilight e suas amigas vão a "cristalização" do bebê de Cadence e Shining Armor, enquanto Twilight aproveita a oportunidade para presentear Starlight Glimmer com sua primeira lição de amizade.                                                                                     |    |                                                                                 |                      | |                        |                        |        |                        |
| 119 | 2  | "O Cristalismo (Parte 2) (BR) " "The Crystalling (Part 2)"                      | Denny Lu e Tim Stuby | Josh Haber                                                                                              | 26 de março de 2016    | 24 de setembro de 2016 | 602    | 0.37                   |
| Enquanto Starlight tenta se recuperar do encontro fracassado com um velho amigo, Twilight e suas amigas tentam salvar o Império de Cristal de um inverno eterno. |    |                                                                                 |                      | |                        |                        |        |                        |
| 120 | 3  | "O Presente de Maud Pie (BR) " "The Gift of the Maud Pie"                       | Denny Lu e Tim Stuby | Josh Haber, Michael P. Fox e Wil Fox (história) Michael P. Fox e Wil Fox (teleplay)                     | 2 de abril de 2016     | 27 de setembro de 2016 | 603    | 0.21                   |
| Enquanto está em Manehattan procurando o lugar ideal para sua nova loja, Rarity conta com a ajuda de Pinkie Pie para encontrar o presente perfeito para sua irmã, Maud - sem que ela saiba. Ausentes: Twilight Sparkle, Applejack, Rainbow Dash, Fluttershy.                         |    |                                                                                 |                      | |                        |                        |        |                        |
| 121 | 4  | "Nas Suas Marcas (BR) " "On Your Marks"                                         | Denny Lu e Tim Stuby | Dave Polsky (história) Dave Polsky e Josh Haber (teleplay)                                              | 9 de abril de 2016     | 28 de setembro de 2016 | 604    | 0.30                   |
| Quando as Cutie Mark Crusaders precisam decidir o que fazer, Apple Bloom sugere que elas aceitem seu destino. O problema é que ela e suas amigas não conseguem entrar em um acordo. Ausentes: Twilight Sparkle, Applejack, Rainbow Dash, Pinkie Pie, Fluttershy. Mencionada: Rarity. |    |                                                                                 |                      | |                        |                        |        |                        |
| 122 | 5  | "Prova de Fogo (BR) " "Gauntlet of Fire"                                        | Denny Lu e Tim Stuby | Joanna Lewis e Kristine Songco                                                                          | 16 de abril de 2016    | 29 de setembro de 2016 | 605    | N/A                    |
| Spike é obrigado a competir em um perigoso torneio para ganhar o título de Senhor dos Dragões e salvar seus amigos. Ausentes: Applejack, Rainbow Dash, Pinkie Pie, Fluttershy. |    |                                                                                 |                      | |                        |                        |        |                        |
| 123 | 6  | "Sem Segundos Atalhos (BR) " "No Second Prances"                                | Denny Lu e Tim Stuby | Nick Confalone                                                                                          | 30 de abril de 2016    | 30 de setembro de 2016 | 606    | 0.26                   |
| Twilight tenta impedir Starlight Glimmer de fazer amizade com um pônei de má reputação. |    |                                                                                 |                      | |                        |                        |        |                        |
| 124 | 7  | "Dash: A Novata (BR) " "Newbie Dash"                                            | Denny Lu e Tim Stuby | Dave Polsky e Dave Rapp (história) Dave Rapp (teleplay)                                                 | 7 de maio de 2016      | 3 de outubro de 2016   | 607    | 0.19                   |
| Rainbow Dash finalmente realiza o sonho de se tornar uma Wonderbolt, mas causa uma primeira impressão desastrosa com a equipe. Ela ganha um apelido tão constrangedor que faz de tudo para mudá-lo.                                                                                  |    |                                                                                 |                      | |                        |                        |        |                        |
| 125 | 8  | "Um Conto da Lareira Calorosa (BR) " "A Hearth's Warming Tail"                  | Denny Lu e Tim Stuby | Michael Vogel                                                                                           | 14 de maio de 2016     | 4 de outubro de 2016   | 608    | N/A                    |
| Todas as pôneis estão empolgadas para a Noite de Aquecer Corações - menos Starlight Glimmer. Para animá-la, Twilight decide ler uma de suas histórias favoritas desta noite tão especial. Temas: Dia de Ação de Graças e Natal                                                       |    |                                                                                 |                      | |                        |                        |        |                        |
| 126 | 9  | "A Crítica da Rua Saddle (BR) " "The Saddle Row Review"                         | Denny Lu e Tim Stuby | Nick Confalone                                                                                          | 21 de maio de 2016     | 5 de outubro de 2016   | 609    | 0.25                   |
| Quando Rarity abre uma loja de bandeirinhas, um artigo revela como suas amigas quase estragaram tudo no dia da inauguração. |    |                                                                                 |                      | |                        |                        |        |                        |
| 127 | 10 | "O "Dia" de Folga de Applejack (BR) " "Applejack's "Day" Off"                   | Denny Lu e Tim Stuby | Neal Dusedau, Michael P. Fox e Wil Fox (história) Michael P. Fox e Wil Fox (teleplay)                   | 28 de maio de 2016     | 6 de outubro de 2016   | 610    | 0.23                   |
| Enquanto Rarity tenta fazer Applejack relaxar em um spa, Twilight e Spike descobrem que as tarefas simples que ela faz na fazenda são mais difíceis do que eles imaginam. Ausentes: Pinkie Pie, Fluttershy.                                                                          |    |                                                                                 |                      | |                        |                        |        |                        |
| 128 | 11 | "O Irmão da Fluttershy (BR) " "Flutter Brutter"                                 | Denny Lu e Tim Stuby | Meghan McCarthy (história) Dave Rapp (teleplay)                                                         | 4 de junho de 2016     | 7 de outubro de 2016   | 611    | N/A                    |
| Quando o irmão de Fluttershy, Zephyr Breeze, começa a sobrecarregar seus pais, ela o incentiva a sair de casa. Mas ele vai morar com ela, obrigando Fluttershy a apoiar e ajuda-lo a superar o medo do fracasso.                                                                     |    |                                                                                 |                      | |                        |                        |        |                        |
| 129 | 12 | "Apimente Sua Vida (BR) " "Spice Up Your Life"                                  | Denny Lu e Tim Stuby | Michael Vogel                                                                                           | 11 de junho de 2016    | 21 de novembro de 2016 | 612    | N/A                    |
| Pinkie Pie e Rarity são chamadas para Canterlot para resolver um problema de família. Elas conhecem um pai e uma filha que tentam manter seu restaurante aberto e vivem em conflito.                                                                                                 |    |                                                                                 |                      | |                        |                        |        |                        |
| 130 | 13 | "Mais Estranho que a Ficção (BR) " "Stranger Than Fan Fiction"                  | Denny Lu e Tim Stuby | Josh Haber e Michael Vogel                                                                              | 30 de julho de 2016    | 22 de novembro de 2016 | 613    | 0.25                   |
| Rainbow Dash vai a uma convenção em Manehattan e conhecem um pônei que odeia esses eventos tanto quanto ela os adora. Ausentes: Applejack, Pinkie Pie, Fluttershy, Rarity. |    |                                                                                 |                      | |                        |                        |        |                        |
| 131 | 14 | "O Carro Antes dos Pôneis (BR) " "The Cart Before the Ponies"                   | Denny Lu e Tim Stuby | Ed Valentine e Michael Vogel (história) Ed Valentine (teleplay)                                         | 6 de agosto de 2016    | 23 de novembro de 2016 | 614    | N/A                    |
| As Cutie Mark Crusaders estão empolgadas com a chance de participar da corrida anual Applewood Derby - até que suas colegas de equipe, Rarity, Applejack e Rainbow Dash, dominam a competição. Ausentes: Twilight Sparkle, Pinkie Pie, Fluttershy.                                   |    |                                                                                 |                      | |                        |                        |        |                        |
| 132 | 15 | "28 Pegadinhas Depois (BR) " "28 Pranks Later"                                  | Denny Lu e Tim Stuby | Meghan McCarthy (história) F.M. De Marco (teleplay)                                                     | 13 de agosto de 2016   | 24 de novembro de 2016 | 615    | 0.20                   |
| Quando as brincadeiras de mau gosto de Rainbow Dash fogem ao controle, todas as pôneis decidem fazê-la provar do próprio remédio. |    |                                                                                 |                      | |                        |                        |        |                        |
| 133 | 16 | "Tempos de Mudança (BR) " "The Times They Are a Changeling"                     | Denny Lu e Tim Stuby | Michael Vogel, Kevin Burke e Chris "Doc" Wyatt (história) Kevin Burke e Chris "Doc" Wyatt (teleplay)    | 20 de agosto de 2016   | 25 de novembro de 2016 | 616    | 0.27                   |
| Spike retorna com Twilight e Sunburst ao Império de Cristal para visitar Flurry Heart. Mas quando chegam, eles descobrem que a população está em pânico por causa de um espião Changling.                                                                                            |    |                                                                                 |                      | |                        |                        |        |                        |
| 134 | 17 | "Cavernas e Discórdias (BR) " "Dungeons & Discords"                             | Denny Lu e Tim Stuby | Nick Confalone                                                                                          | 27 de agosto de 2016   | 2 de janeiro de 2017   | 617    | 0.28                   |
| Quando as Mane 6 deixam a cidade, Discórdia decide se juntar o Spike e Big Mac em uma noite secreta só para garotos. Mas para infelicidade de Discórdia, eles só querem saber de jogar RPG.                                                                                          |    |                                                                                 |                      | |                        |                        |        |                        |
| 135 | 18 | "Temporada de Pinotebol (BR) " "Buckball Season"                                | Denny Lu e Tim Stuby | Jennifer Skelly                                                                                         | 3 de setembro de 2016  | 3 de janeiro de 2017   | 618    | N/A                    |
| Pinkie Pie e Fluttershy surpreendem a todos quando provam ser as melhores jogadoras de buckball. Applejack e Rainbow Dash concordam em treiná-las contra Appleoosa, mas nem tudo sai como esperado. Ausentes: Twilight Sparkle, Rarity.                                              |    |                                                                                 |                      | |                        |                        |        |                        |
| 136 | 19 | "A Falha nas Nossas Cutie Marks (BR) " "The Fault in Our Cutie Marks"           | Denny Lu e Tim Stuby | Josh Haber e Meghan McCarthy (história) Ed Valentine (teleplay)                                         | 10 de setembro de 2016 | 4 de janeiro de 2017   | 619    | N/A                    |
| Enquanto tentam resolver um problema que parece quase impossível de ser solucionado, uma jovem pede que eles a ajudem a conseguir a sua própria Cutie Mark. Ausente: Fluttershy. |    |                                                                                 |                      | |                        |                        |        |                        |
| 137 | 20 | "Viva Las Pegasus (BR) " "Viva Las Pegasus"                                     | Denny Lu e Tim Stuby | Michael Vogel, Kevin Burke e Chris "Doc" Wyatt (história) Kevin Burke e Chris "Doc" Wyatt (teleplay)    | 17 de setembro de 2016 | 5 de janeiro de 2017   | 620    | N/A                    |
| O Mapa envia Applejack e Fluttershy para Las Pegasus, onde elas encontram Flim e Flam trabalhando num resort chamado Gladmane, onde acontecem estranhas transações. Ausente: Rarity. Mencionadas: Rainbow Dash, Pinkie Pie.                                                          |    |                                                                                 |                      | |                        |                        |        |                        |
| 138 | 21 | "Cada Coisinha Que Ela Faz (BR) " "Every Little Thing She Does"                 | Denny Lu e Tim Stuby | Michael Vogel                                                                                           | 24 de setembro de 2016 | 6 de janeiro de 2017   | 621    | 0.21                   |
| Starlight Glimmer se sai muito bem nos estudos mágicos com Twilight Sparkle, mas evita fazer as aulas de amizade. |    |                                                                                 |                      | |                        |                        |        |                        |
| 139 | 22 | "O Ponto de Vista de Cada Pônei (BR) " "P.P.O.V. (Pony Point of View)"          | Denny Lu e Tim Stuby | Kevin Burke, Chris "Doc" Wyatt, Michael P. Fox e Wil Fox (história) Michael P. Fox e Wil Fox (teleplay) | 1 de outubro de 2016   | 9 de janeiro de 2017   | 622    | 0.19                   |
| Quando Applejack, Rarity e Pinkie Pie voltam de um passeio de barco depois de uma briga, Twilight ouve três versões diferentes dos eventos para descobrir a verdade e salvar sua amizade. Mencionadas: Rainbow Dash, Fluttershy.                                                     |    |                                                                                 |                      | |                        |                        |        |                        |
| 140 | 23 | "A Semente da Mentira (BR) " "Where the Apple Lies"                             | Denny Lu e Tim Stuby | Meghan McCarthy e Dave Rapp (história) Dave Rapp (teleplay)                                             | 8 de outubro de 2016   | 10 de janeiro de 2017  | 623    | 0.27                   |
| Quando Apple Bloom conta uma mentira, Applejack explica como aprendeu a valorizar a honestidade: depois de contar uma série de mentiras que quase destruiu a fazenda onde vive toda sua família. Ausentes: Twilight Sparkle, Rainbow Dash, Pinkie Pie, Fluttershy, Rarity.           |    |                                                                                 |                      | |                        |                        |        |                        |
| 141 | 24 | "Asas Indomáveis (BR) " "Top Bolt"                                              | Denny Lu e Tim Stuby | Meghan McCarthy, Joanna Lewis e Kristine Songco (história) Joanna Lewis e Kristine Songco (teleplay)    | 15 de outubro de 2016  | 11 de janeiro de 2017  | 624    | N/A                    |
| Rainbow Dash e Twilight Sparkle são enviadas para a Academia Wonderbolt para ajudar duas amigas, Vapor Trail e Sky Stinger, a resolver um problema ligado à amizade. |    |                                                                                 |                      | |                        |                        |        |                        |
| 142 | 25 | "Aonde e De Volta Outra Vez (Parte 1) (BR) " "To Where and Back Again (Part 1)" | Denny Lu e Tim Stuby | Josh Haber e Michael Vogel                                                                              | 22 de outubro de 2016  | 12 de janeiro de 2017  | 625    | 0.26                   |
| Sem a ajuda de Twilight Sparkle e das Mane Six, Starlight Glimmer reúne uma equipe de heróis para defender Equestria contra o retorno de uma de suas maiores ameaças. |    |                                                                                 |                      | |                        |                        |        |                        |
| 143 | 26 | "Aonde e De Volta Outra Vez (Parte 2) (BR) " "To Where and Back Again (Part 2)" | Denny Lu e Tim Stuby | Josh Haber e Michael Vogel                                                                              | 22 de outubro de 2016  | 13 de janeiro de 2017  | 626    | 0.24                   |
| Para resgatar seus amigos e salvar Equestria, Starlight Glimmer lidera uma improvável equipe de "heróis" para combater os maiores e mais antigos inimigos das pôneis. |    |                                                                                 |                      | |                        |                        |        |                        |